# The Turning Point
Paso decisivo o Momento de decisión (según el país) es una película sobre el mundo del ballet clásico, en la que interviene como coprotagonista el famoso bailarín ruso Mijaíl Barýshnikov. Contiene varias escenas extraordinarias de baile. El duelo interpretativo de Shirley MacLaine y Anne Bancroft les valió a ambas una nominación al Oscar.

## Argumento
Emma Jacklin (Anne Bancroft) y Deedee Rodgers (Shirley MacLaine) estudiaron juntas ballet y se convirtieron en grandes bailarinas. Mientras Emma sacrificó su vida particular por el ballet, Deedee hizo lo contrario. Dejó los escenarios y montó una escuela de ballet con su marido. Su hija Emilia (Leslie Browne) ya es una buena bailarina, que sigue en casa de sus padres. Un día llega a la ciudad en la que vive Deedee con su familia la compañía en la actúa Emma como primera bailarina. Las dos amigas están contentas de verse y comentan sus respectivas vidas. Al hablar de Emilia, la hija de Deedee, Emma propone llevársela a Nueva York, a la escuela de ballet de la compañía, con la seguridad de que puede convertirse en una gran bailarina. Deedee tiene sus dudas, porque ve que su hija también deberá decidir en su momento entre su carrera y tener una familia.

## Premios
La película obtuvo once nominaciones a los Oscar en las categorías de mejor película, mejor director, mejor actor de reparto (Mijaíl Barýshnikov), 
mejor actriz principal (Shirley MacLaine), mejor actriz principal (Anne Bancroft), mejor actriz de reparto (Leslie Browne), mejor guion original, mejor dirección artística, mejor fotografía, mejor sonido y mejor montaje. Increíblemente, la cinta no ganó ninguna estatuilla. Junto con El color púrpura, es la película con mayor cantidad de nominaciones a los premios de la academia que no gana ninguno.
- Datos: Q451558